# Waldemar Waleszczyk
Waldemar Waleszczyk (ur. 1 maja 1958 w Somsiorach) – polski piłkarz grający na pozycji obrońcy.
Podczas kariery piłkarskiej Waleszczyk występował m.in. w Ruchu Chorzów (1984–1991) oraz Concordii Knurów (1994–1995). Łącznie w Ekstraklasie rozegrał 148 spotkań, strzelając jedną bramkę.
Jeden raz wystąpił w reprezentacji Polski 11 grudnia 1985 w Adanie przeciwko reprezentacji Turcji.